# Ángel Pulgar
Ángel Ramiro Pulgar Araujo (nascido em 7 de fevereiro de 1989, em Barquisimeto) é um ciclista venezuelano. Competiu no Jogos Olímpicos de Verão de 2012 e nos Jogos Pan-Americanos de 2015.